# Distretto di Dadu (Taichung)
Il distretto di Dadu (大安區S, Dàdù QūP) è un distretto della municipalità di Taichung, situata a Taiwan.